# Tumulin
Tumulin (lit. Tumelina) – wieś na Litwie, w okręgu uciańskim, w rejonie wisagińskim.

## Historia
W czasach zaborów ówczesne dobra w granicach Imperium Rosyjskiego.
W dwudziestoleciu międzywojennym zaścianek leżał w Polsce, w województwie nowogródzkim (od 1926 w województwie wileńskim), w powiecie brasławskim, w gminie Dryświaty, a następnie w gminie Rymszany.
Według Powszechnego Spisu Ludności z 1921 roku zamieszkiwało tu 17 osób, wszystkie były wyznania rzymskokatolickiego i zadeklarowały polską przynależność narodową. Były tu 2 budynki mieszkalne. W 1931 zamieszkiwało tu 5 osób w 2 budynkach.
Wierni należeli do parafii rzymskokatolickiej w Gajdach. Miejscowość podlegała pod Sąd Grodzki w m. Brasławiu i Okręgowy w Wilnie; właściwy urząd pocztowy mieścił się w Rymszanach.